# ناثانيل كارل غودوين
ناثانيل كارل غودوين (بالإنجليزية: Nathaniel Carl Goodwin)‏ هو وكيل رياضي وممثل أمريكي، ولد في 25 يوليو 1857 في بوسطن في الولايات المتحدة، وتوفي في 31 يناير 1919 في نيويورك في الولايات المتحدة.

## وصلات خارجية
- ناثانيل كارل غودوين على موقع IMDb (الإنجليزية)
- ناثانيل كارل غودوين على موقع قاعدة بيانات برودواي على الإنترنت (الإنجليزية)